# Ус (приток Мезени)
Ус — река в России, протекает по Удорскому району Республики Коми. Устье реки находится в 586 км от устья Мезени по левому берегу. Длина реки составляет 102 км, площадь водосборного бассейна — 917 км². В устье реки находится посёлок Усогорск.

## Данные водного реестра
По данным государственного водного реестра России относится к Двинско-Печорскому бассейновому округу, водохозяйственный участок реки — Мезень от истока до водомерного поста у деревни Малонисогорская. Речной бассейн реки — Мезень.
Код объекта в государственном водном реестре — 03030000112103000044077.